# Robert Giroud
Pour les articles homonymes, voir Giroud.
Robert Giroud (1890-1943) est un architecte français, premier Grand Prix de Rome en 1922, notamment connu pour la réalisation de l’Hôtel de ville de Villeurbanne (Gratte-ciel). Il meurt en juillet 1943.

## Biographie

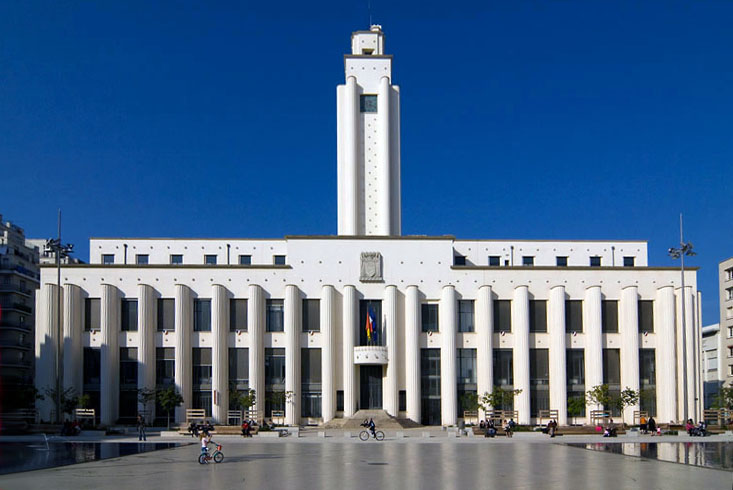
Place lazare goujon

Né à Collonges, le 1er août 1890, Jules Robert Marie est issu d'une famille de tradition bourgeoise exerçant les métiers de l'architecture et du négoce. Il est le fils de Frédéric Louis Giroud, architecte et de FORNAS Louis Marie Françoise. Son grand-père paternel est l'architecte Jean-Étienne Giroud. Robert passe par l’école régionale d’architecture de Lyon. Il est inscrit à l'atelier Huguet le 3 octobre 1907. Il passe en 1re classe en juillet 1910. Il entre ensuite à l’école des beaux-arts de Paris (atelier Laloux). Il est diplômé par le gouvernement en 1911. En 1922, il obtient le premier Grand Prix de Rome.

## Son apport pour le projet des gratte-ciel
En 1930, lors du concours lancé par Lazare Goujon pour la construction de la nouvelle mairie de Villeurbanne, Robert Giroud, architecte classique, remporte avec grande surprise ce concours.
En effet, la municipalité avait demandé que l'édifice révèle « l'esprit moderne de l'administration municipale ». Les autres architectes ont présenté des projets sobres, sauf Robert Giroud. 
D’autant plus que l’aspect monumental du bâtiment notamment du beffroi ravit la municipalité, fière que son hôtel de ville soit visible de la colline de Fourvière. Villeurbanne affirme sa présence dans une époque où Lyon tente d’annexer la commune. 
Il réalise ce bâtiment sans intervenir dans l’aménagement général. 
Selon Édith Traverso, il est l’homme que l’on mentionne dans la presse d’information et qui imbibe l’ensemble du projet urbain d’une respectabilité culturelle.
En 1939 il construit deux immeubles de logement situés aux 21-23 rue Casimir Perier à Lyon 2eme.

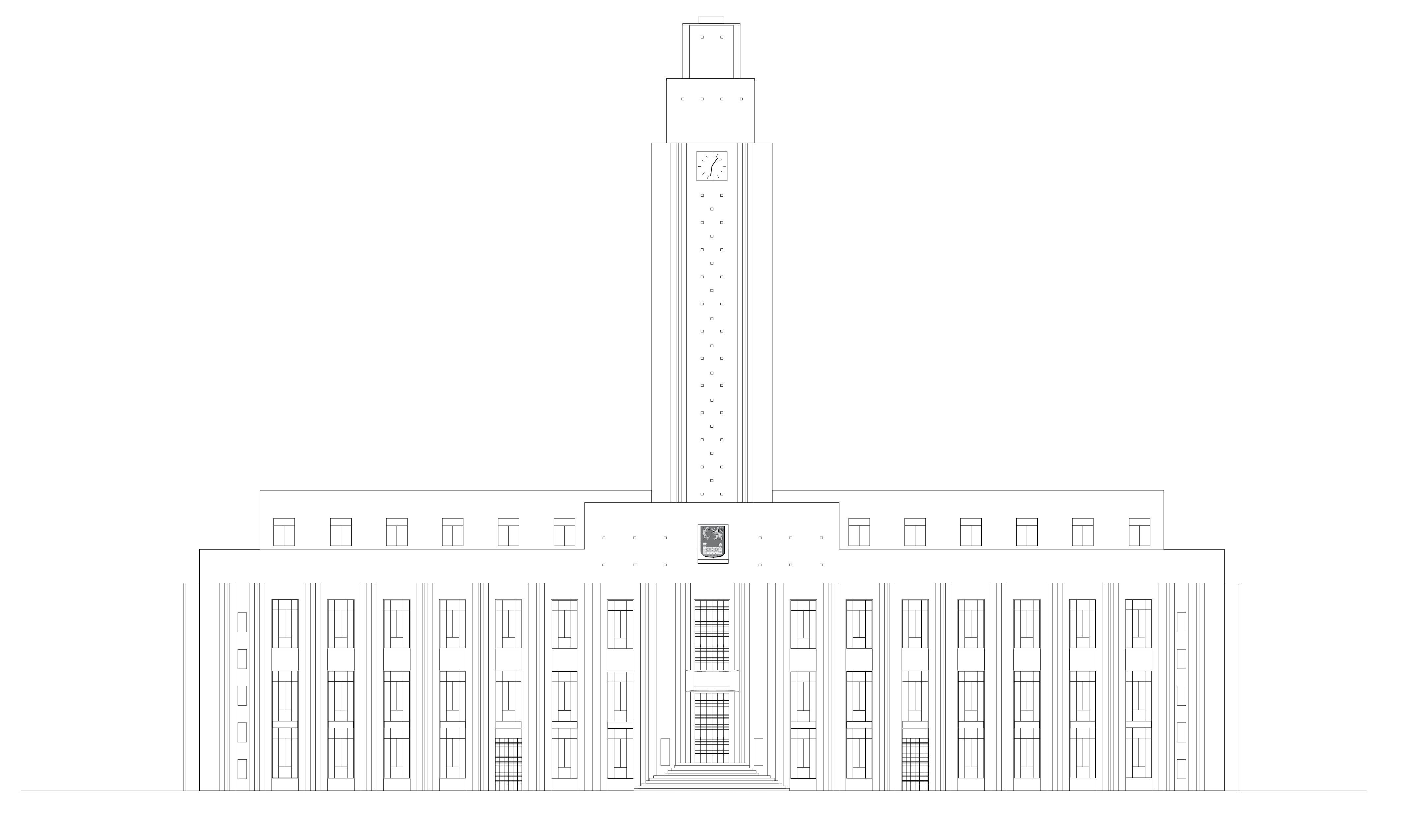
Plan façade Nord de l'hôtel de ville de Villeurbanne

Il meurt le 8 mars 1943 à son domicile dans le 2e arrondissement de Lyon.